# Mikhaïl Fotievitch Mitkov
Pour les articles homonymes, voir Mitkov.
Mikhaïl Fotievitch Mitkov (en russe : Михаил Фотиевич Митьков), né vers 1791 à Varvarino et mort le 23 octobre 1849 à Krasnoïarsk, est un officier et météorologue russe, un des décembristes (aussi connus comme décabristes).

## Biographie

### Militaire
Mikhaïl Fotievitch Mitkov est né dans une famille noble. Le 3 mars 1804, à l'âge de 13 ans, il entre dans le 2e corps de cadets à Saint-Pétersbourg. Le 10 décembre 1806, promu adjudant, il est affecté au bataillon de la milice impériale.
Il prend part en 1806-1807 à la guerre de la Quatrième Coalition et pour sa bravoure lors de la bataille de Friedland, alors qu'il n'a que 16 ans, reçoit l'Ordre de Sainte-Anne. Le 22 janvier 1808, son bataillon est affecté aux gardes et rebaptisé Life Guards Imperial Militia Battalion. Le 24 avril 1809, il reçoit le grade de sous-lieutenant et est nommé lieutenant le 12 décembre 1810. Le 19 octobre 1811, le bataillon est déployé dans le régiment de la Garde Finliandski.
Mitkov participe à la campagne de Russie de 1812. Après la bataille de la Moskova, il reçoit l'épée d'or du courage. Il prend part aussi aux batailles de Winkowo et de Maloïaroslavets et après la bataille de Krasnoye, est récompensé de l'Ordre de Saint-Vladimir.
Il participe à la guerre de la Sixième Coalition de 1813-1814 : pour les batailles de Bautzen et de Lützen, il reçoit l'Ordre de Sainte-Anne II et pour les combats de Dresde, de Kulm et Leipzig, il reçoit les ailes de diamant de l'Ordre de Sainte-Anne du IIe degré. Le 18 mars 1814, il participe aux combats lors de la bataille de Paris.
Le 20 janvier 1813, il reçoit le grade de capitaine d'état-major et le 11 mai 1816 de capitaine puis, le 26 janvier 1818, est promu colonel du régiment de la Garde Finliandski.

### Décembriste
En 1821, il rejoint la Société du Nord (en) et participe aux réunions de 1821, 1823 et 1824. En 1823, dans son appartement de la rue Tchekov à Moscou (au no 18), la Charte de la Société et les règles pour tous les membres de la Société sont adoptées.
En 1824-1825 , il suit à Paris des conférences sur la philosophie, l'histoire et l'éloquence française. En septembre 1825, il retourne en Russie. Il vit alors dans un domaine de l'oblast de Vladimir, puis s'installe à Moscou où il demeure à l'Hôtel particulier Soïmonov chez son oncle A. N. Soïmonov.
Le 29 décembre 1825 par ordonnance du 27 décembre 1825, il est arrêté à Moscou. Envoyé à Saint-Pétersbourg au corps de garde principal du palais d'hiver, il est transféré le 2 janvier 1826 à la forteresse Pierre-et-Paul.
La Cour pénale suprême, lors d'une séance du 3 juillet 1826, le condamne à « la mort politique de 2e catégorie ». Le 10 juillet 1826, Nicolas Ier atténue sa peine. Le 22 août 1826, la durée des travaux forcés est réduite à 15 ans.
Envoyé à la forteresse de Sveaborg le 21 octobre 1826, il y arrive le 25 octobre 1826. Puis, le 4 octobre 1827, il est transféré à la forteresse de Svartholm. De là, le 15 mars 1828, il est placé à l'isolement à la forteresse de Kexholm qu'il rejoint le 24 avril 1828. Le 18 juin 1828, il arrive à Irkoutsk en Sibérie puis est envoyé à la prison de Tchita, où il arrive à la fin juin 1828. Il y reste jusqu'en septembre 1830. Les décembristes ont été détenus dans la prison de Tchita jusqu'à la construction d'une prison spéciale de travaux forcés pour eux à Petrovsk-Zabaïkalski. En septembre 1830, les décembristes sont transférés à Petrovsk-Zabaïkalski. Mitkov y développe la charte du Grand Artel et fonde une bibliothèque. Il se rapproche du décembriste A.E. Rosen.
Le 8 novembre 1832, sa peine de travaux forcés est réduite à 10 ans. Il demeure à Petrovsk-Zabaïkalski jusqu'à la fin des travaux forcés - jusqu'en 1835. Après la fin de la peine de travaux forcés, il est affecté à une colonie dans le village d'Olkhinskoïe (Oblast d'Irkoutsk). Atteint par la tuberculose, il est temporairement laissé à Irkoutsk. Sur proposition du gouverneur général de la Sibérie orientale, S. B. Bronevsky, Mitkov est autorisé à s'installer à Krasnoïarsk où il arrive le 17 novembre 1836. Il construit alors une maison dans la rue Blagoveshchenskaya (rue Lénine) non loin de la maison de Vassili Lvovitch Davydov (la maison a été démolie en 1937). Il s'investit dans la floriculture et la philosophie et rassemble une vaste bibliothèque pour un usage public.

### Météorologie
Mitkov est le premier à commencer des observations météorologiques sur le Ienisseï. Malgré sa maladie, il effectue des observations quotidiennes pendant dix ans. En 1866, les observations de Mitkov ont été publiées dans une annexe au Code des observations produites aux principaux observatoires physiques et subordonnés pour 1861. Les observations de Mitkov ont été utilisées dans les travaux des climatologues et de météorologues tels : Les climats du globe et surtout la Russie de Alexander Voeikov (en), À propos de la température de l'air dans l'Empire russe de G. I. Wilde, directeur de l'Observatoire physique de Saint-Pétersbourg et Atlas climatologique du même auteur publié en 1881, Ouverture et gel des eaux dans l'Empire russe de M. A Rykatchev, Atlas climatique de l'Empire russe (1899) ou encore Climat de l'Union des républiques socialistes soviétiques (Leningrad, 1931).
En 1986, ses notes sont transférées au Musée régional de Krasnoïarsk.

### Mort
Il meurt le 23 octobre 1849 et est enterré au cimetière de la Trinité de Krasnoïarsk. Il n'avait pas de famille, donc un comité composé de I. I. Pouchkine, V. L. Davydov et M. I. Spiridov, avec l'autorisation du gouverneur général de la Sibérie orientale, a vendu sa maison et ses biens et l'argent a été réparti entre les pauvres décembristes, vivant en divers endroits de la Sibérie. Sa tombe n'a pas été conservée. En 1980, un monument a été érigé sur le lieu de sa sépulture présumée.